# АдС/КТП-соответствие
АдС/КТП (Aнти-де Ситтер/Конформная теория поля) соответствие, в теории струн, часто называемое калибровочно-гравитационной дуальностью или просто голографической дуальностью, представляет собой предполагаемую связь между двумя видами физических теорий, которые, тем не менее, описывают одно и тоже. С одной стороны соответствия — гравитационная теория в пространстве анти-де Ситтера (АдС), с другой стороны — конформная теория поля (КТП), являющаяся калибровочной теорией Янга-Миллса. Гипотеза АдС/КТП соответствия выдвинута Хуаном Малдасеной в 1997 г. Является недоказанной, но успешно прошла много проверок. Идеи голографической дуальности сыграли огромную роль в развитии современной теории струн и ее приложений. Статья Малдасены, в которой идея была окончательно сформулирована, стала самой цитируемой статьей в области физики высоких энергий, набрав около 18 000 цитирований в 2022 году.
В данной статье Малдасены гипотеза АдС/КТП была выдвинута в качестве способа дать непертурбативную формулировку теории суперструн с помощью дуальной квантовой теории поля. Однако вскоре эта гипотеза начала широко применяться и для изучения сильно связанных квантовых теорий поля. Главная привлекательная особенность голографической дуальности состоит в том, что это сильно-слабая дуальность: когда поля квантовой теории поля сильно взаимодействуют (в таком режиме крайне трудно делать какие-либо аналитические вычисления), поля теории гравитации взаимодействуют слабо и, следовательно, гораздо более просты для математического описания. Развитие этой идеи получило мощное развитие в современной теоретической физике и привело к построению многочисленных феноменологических моделей для описания различных физических явлений в режиме сильной связи в физике элементарных частиц (см. АдС/КХД соответствие) и физике конденсированного состояния.
Голографическая дуальность основана на свойствах границ пространства АдС. Одним из свойств этой границы является то, что локально вокруг любой точки она выглядит точно так же, как пространство Минковского, модель пространства-времени, используемая в негравитационной физике. Поэтому можно рассмотреть вспомогательную теорию, в которой «пространство-время» задается границей пространства АдС (отсюда термин «голографическая дуальность», см. Голографический принцип). Это наблюдение является отправной точкой для АдС/КТП соответствия, которое утверждает, что границу пространства анти-де Ситтера можно рассматривать как «пространство-время» для КТП. Утверждается, что эта КТП эквивалентна теории гравитации в объемном пространстве АдС в том смысле, что существует «словарь» для перевода расчетов одной теории в расчеты другой. Каждая сущность в одной теории имеет аналог в другой теории. Например, одна частица в гравитационной теории может соответствовать некоторому набору частиц в граничной теории. Кроме того, предсказания двух теорий количественно идентичны. Метод вычисления в КТП с помощью дуальной гравитационной теории был предложен Эдвардом Виттеном и независимо Стивеном Габсером, Игорем Клебановым и Александром Поляковым. Грубо говоря, суть предложенного рецепта вычислений состоит в том, что у двух дуальных теорий нужно отождествить так называемые порождающие функционалы корреляционных функций, которые математически определяют эти теории. Если такой функционал известен, то функциональным дифференцированием можно получить любые корреляционные функции операторов полей, а в таких функциях, в свою очередь, зашифрована вся динамика, описываемая данной теорией. Ключевым моментом рецепта является отождествление значения многомерного поля на АдС границе с источником (в порождающем функционале) для соответствующего (по квантовым числам) оператора, составленного из полей КТП, определенной на границе пространства АдС.
Возникновению идеи АдС/КТП соответствия предшествовал ряд важных наработок в теории струн. Среди них можно особо выделить результат Игоря Клебанова по поглощению скалярных частиц «темными» бранами (отчасти являющимися, с одной стороны, многомерными аналогами черных дыр в десятимерном пространстве теории суперструн, с другой — аналогами монополей т’ Хофта-Полякова в квантовой теории поля) в одной из пяти известных теорий суперструн — теории типа IIB. В случае (3+1)-мерных бран, на которых оканчиваются открытые струны этой теории, динамика концов струн описывает максимально суперсимметричную квантовую теорию поля в четырехмерном пространстве Минковского, являющуюся КТП. Вероятность поглощения свободной частицы этими бранами можно вычислить двумя совершенно разными способами — с помощью КТП, описывающей взаимодействие частиц на бране (тогда поглощение означает распад прилетевшей частицы на частицы, «живущие» на бране), и гравитационным методом через отношение потоков частиц на бесконечности и возле горизонта событий «темной» браны. Оказалось, что результаты квантово-полевого и гравитационного расчетов полностью совпадают. В определенном смысле, в данном результате уже был зашифрован вышеупомянутый рецепт Виттена-Габсера-Клебанова-Полякова: распадающуюся на бране «внешнюю частицу» (то есть, прилетевшую из объемлющего пространства) можно наглядно интерпретировать как «внешний» источник оператора, составленного из полей, на кванты которых эта «внешняя частица» распадается, см. Рис. 1. При этом вероятность распада (сечение рассеяния) выражается через двухточечную корреляционную функцию.